# Antonio Sarnelli
Antonio Sarnelli (Napoli, 17 gennaio 1712 – Napoli, 1800) è stato un pittore italiano, attivo nel Regno di Napoli nel corso del Settecento.

## Biografia
Figlio di Onofrio Sarnelli, re d'armi di sua Maestà, e di Angela Viola. Fratello di Ferdinando (1697 - ..), razionale e segretario del Banco di San Giacomo, di Francesco, pittore, di Gennaro (1704 – 1731), pittore, e di Giovanni (1714-1793), pittore. Insieme ai fratelli Gennaro e Giovanni, entrò giovanissimo nella bottega di Paolo De Matteis (del quale fu uno degli allievi più dotati) nei suoi ultimi anni d'attività. Venne ispirato, oltre che dal suo maestro, anche dal maggior pittore napoletano della sua epoca, cioè il De Mura.
Le sue prime opere risalgono al 1731. 
Lavorò perlopiù per le chiese di Napoli e della Campania, ma spesso ebbe delle committenze  anche in altre regioni meridionali, come la Calabria e la Basilicata.

### Opere
- Bilbao, Museo delle Belle Arti di Bilbao: Madonna con il bambino (tela)[2]
- Capua, Chiesa dell'Annunziata: La Madonna di Costantinopoli (tela, 1754)
- Castrovillari, Museo d'arte sacra: Pietà (tela, 1781)
- Ercolano, Chiesa di Santa Maria della Consolazione: L'Apparizione della Vergine a San Nicola da Tolentino (tela, 1778)
- Faicchio, Convento di San Pasquale: Cristo Risorto con la Madonna ed Angeli (tela, 1772)
- Ferrandina, Chiesa del Purgatorio: La Trinità con San Vincenzo Ferrer e una devota (tela, 1734)
- Grottaminarda, Chiesa di S. Maria Maggiore: L'Immacolata; S. Giacomo e S. Tommaso che adorano il Santissimo Sacramento (tele, 1766)
- Massa Lubrense, Chiesa di Santa Maria delle Grazie, San Gaetano Thiene riceve la visione della Madonna con il Bambino (1766)
- Matera, Chiesa di San Domenico: La Madonna con il Bambino tra i Santi Vincenzo Ferrer e Giacinto (tela, 1781)
- Morano Calabro, Chiesa di Santa Maria Maddalena: L'Incoronazione della Vergine con i Santi Nicola e Girolamo, La Madonna del Rosario, Il Miracolo di San Francesco di Sales (tele, 1747)
- Ottaviano, Chiesa del Santissimo Rosario:  San Domenico e San Vincenzo Ferreri (tela a olio)
- Rocca San Felice, Chiesa di Santa Maria di Costantinopoli: L'Assunta con San Nicola e San Rocco;  La Madonna del Rosario con San Domenico e San Vincenzo (tele, 1741)
- San Salvatore Telesino, Chiesa di Santa Maria Assunta: San Leucio in Gloria; L'Ultima Cena (tele, 1777)
- Sant'Anastasia, Santuario della Madonna dell'Arco: San Michele sconfigge il Demonio; I Santi Domenicani estraggono rosari dalle piaghe di Cristo; La Vergine Maria tra san Giuseppe e i santi Gioacchino e Anna; La Predica di San Vincenzo Ferrer (tele, 1774/1777)
- Sessa Aurunca, Chiesa dell'Annunziata: San Leone IX in Gloria; L'Assunzione (tele, 1760)
- Somma Vesuviana, Chiesa della Trinità: San Michele sconfigge il Demonio; San Gaetano adora il Bambin Gesù tra le braccia di San Giuseppe (tele, 1750)
- Soriano Calabro, Santuario di San Domenico: San Tommaso con il Crocifisso Miracoloso e la Vergine (tela, 1743)
- Tramutola, Chiesa Madre: L'Incoronazione della Vergine (tela)
- Villamagna, Chiesa di Santa Maria Maggiore: Santa Margherita d'Antiochia allontana il fuoco dei saraceni (tela, 1742)
- Zamora, Chiesa di Santa Maria de la Real: Madonna del Carmelo, Sacra famiglia con la Trinità (tele, 1748)[3]

#### Napoli
- Basilica di Santa Maria del Carmine Maggiore: La Madonna con il Bambino tra i Santi Giovanni Battista ed Evangelista (tela, 1733)
- Chiesa di Sant'Anna di Palazzo: L'Apparizione della Madonna con il bambino ai Santi Domenico e Rosa (tela, 1739)
- Chiesa di San Pietro Martire: San Domenico che brucia le eresie, Madonna del Rosario con San Domenico (tele, 1742)
- Casa Professa dei Padri Gesuiti: Il Trionfo della Chiesa sull'Eresia (affresco, 1750)
- Chiesa di Santa Maria del Rosario a Portamedina: Sant'Antonio adora il Bambin Gesù tra le braccia di San Giuseppe attorniato dai Santi Michele e Gennaro (tela, successiva al 1750)
- Chiesa di Santa Caterina a Chiaia: La Beata Pastora (tela, 1755); San Francesco in Gloria (affresco, 1767); Lo Sposalizio Mistico di Santa Caterina d'Alessandria (tela, 1770); Ecce Homo (tela, 1774); La Madonna delle Grazie
- Chiesa di San Giuseppe dei Ruffi: La Madonna dell'Ulivo (tela, 1759)
- Chiesa della Concezione al Chiatamone: Le Virtù (tele, 1760)
- Complesso di Gesù e Maria: L'Apparizione della Vergine a San Giacinto (tela, 1763, trasferita in altra sede)
- Chiesa di San Pasquale a Chiaia: L'Apparizione di San Pietro d'Alcantara a Santa Teresa d'Avila; L'Apparizione di Cristo a Santa Margherita da Cortona; L'Immacolata con i Santi Antonio, Francesco, Gennaro e Nicola; Consegna dell'Ostensorio a San Pasquale Baylon al cospetto della Madonna Addolorata (tele, 1752-1764)
- Chiesa di San Giuseppe a Chiaia: L'Annunciazione; Il Sogno di San Giuseppe (tele, 1765)
- Basilica di San Pietro ad Aram: L'Immacolata (tela, 1767); Il Battesimo di Santa Candida
- Palazzo Spinelli di Laurino: Il Trionfo della Fede (affresco, 1768)
- Complesso dei Cinesi: La Sacra Famiglia con i primi due allievi cinesi del Collegio (tela, 1769); La Madonna con il Bambino tra i Santi Filippo Neri e Teresa d'Avila; La Resurrezione di Cristo (tele, 1792)
- Chiesa di San Giuseppe dei Vecchi: San Francesco Caracciolo in Estasi (tela, 1771)
- Complesso di San Francesco degli Scarioni: L'Adorazione dei Pastori (tela, 1773)
- Complesso degli Incurabili: L'Annunciazione (tela, 1773, trasferita in altra sede)
- Chiesa di San Gregorio Armeno: La Madonna tra i Santi Pantaleone e Antonio da Padova (tela, 1775)
- Complesso di Sant'Antonio delle Monache a Port'Alba: Il Transito di San Giuseppe (tela, 1780)
- Complesso della Nunziatella: Sacra famiglia con San Giovannino (tela) [4]